# Hans Meyer (geograaf)

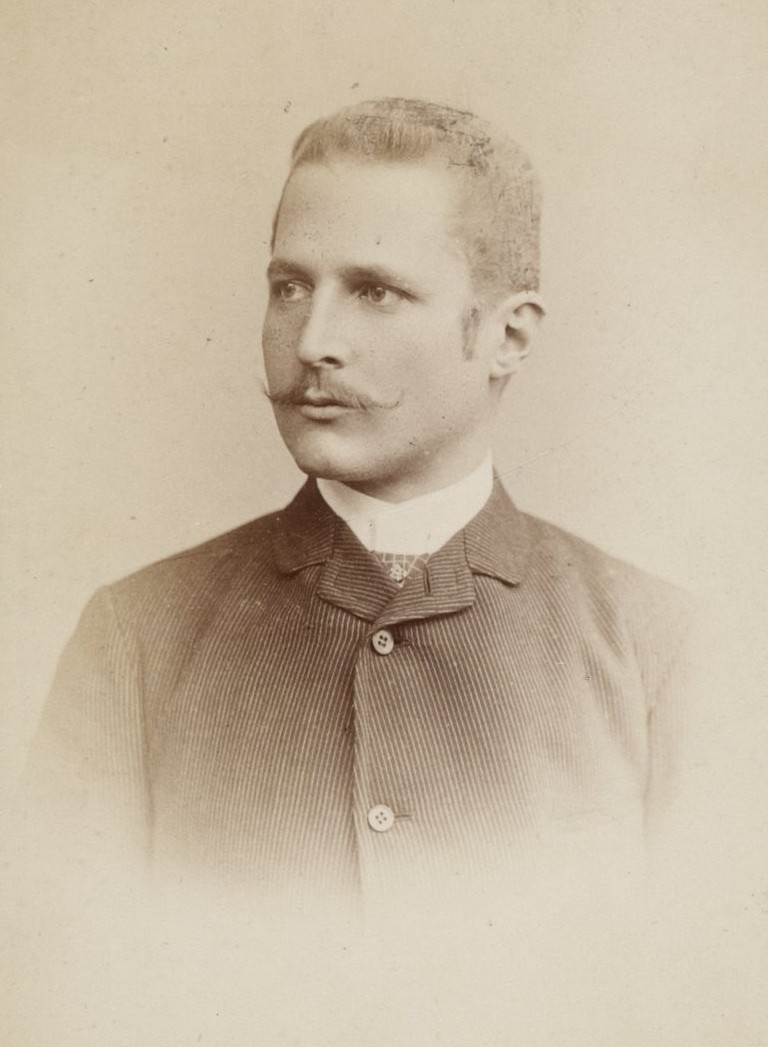
Hans Meyer

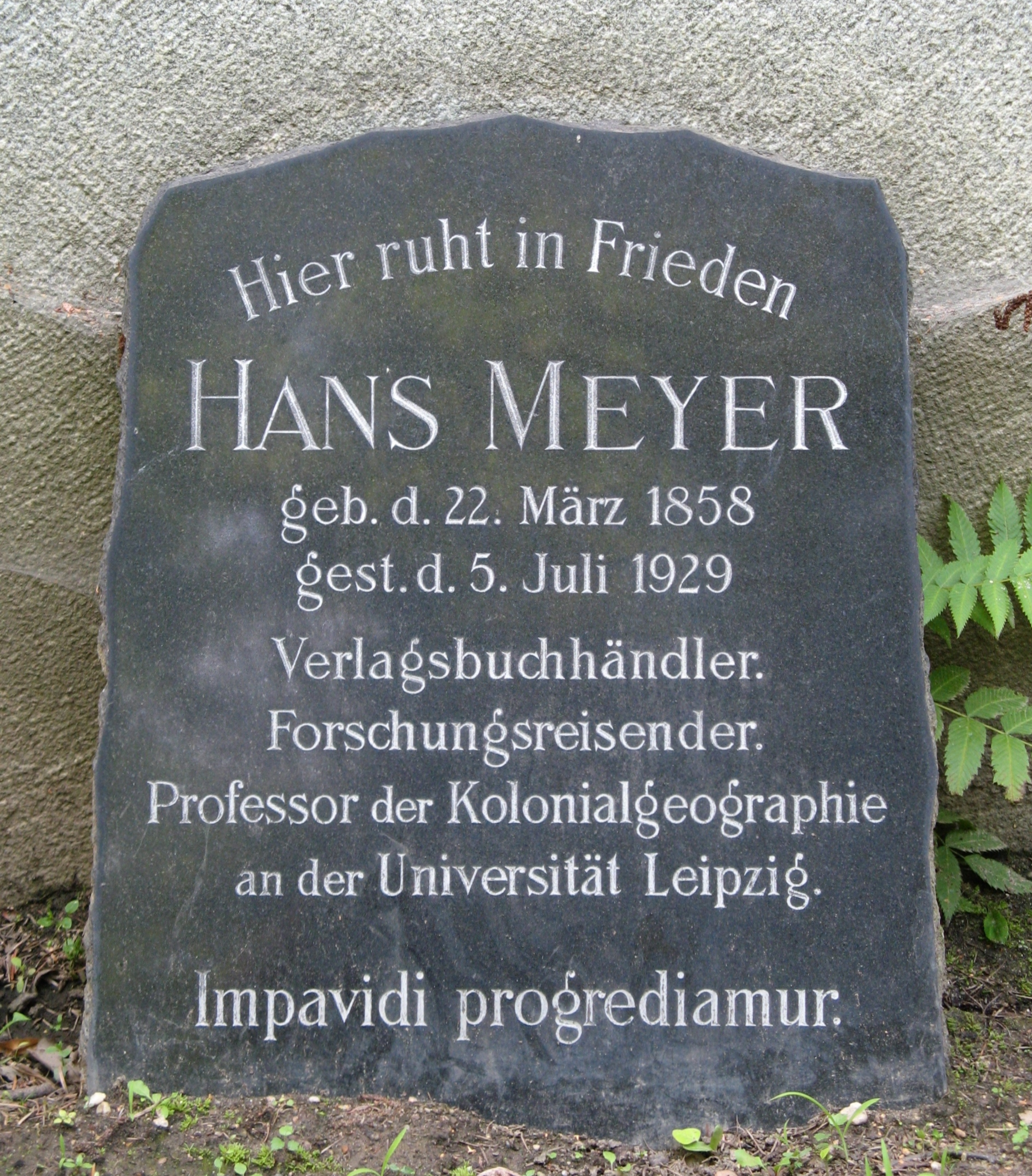
graf van Hans Meyer

Hans Meyer (Hildburghausen, 22 maart 1858 – Leipzig, 5 juli 1929) was een Duitse geograaf, ontdekkingsreiziger en uitgever.
Meyer was een zoon van uitgever Herrmann Julius Meyer (1826-1909) en maakte van 1884-1914 deel uit van de directie van de uitgeverij van zijn vader, Bibliographisches Institut. Van 1915 tot 1928 was hij hoogleraar koloniale geografie in Leipzig. Na een wereldreis (1881/82) ondernam Meyer verscheidene expedities naar Zuid- en Oost-Afrika (1887-1889, 1898, 1911), onder andere naar het Kilimanjaro-gebergte waarvan hij de hoogste top (5895 m) in 1889 samen met de Oostenrijkse bergbeklimmer Ludwig Purtscheller als eerste bereikte. Tijdens de tweede ontdekkingsreis in 1888 werd hij in Oost-Afrika door Arabische opstandelingen gevangengenomen en voor een hoog losgeld weer vrijgelaten. In 1894 bezocht Meyer in het kader van een geografische en cultureel-antropologische studie de Canarische Eilanden en in 1903 voerde hij, vergezeld van de landschapsschilder Rudolf Reschreiter, in Ecuador vulkanologisch onderzoek uit. Vooral zijn reizen naar Oostelijke Afrika zijn van grote betekenis voor de geografie van dat gebied geweest.

## Werk
- Eine Weltreise. Leipzig: Bibliographisches Institut, 1885.
- Ostafrikanische Gletscherfahrten. Leipzig: Duncker & Humblot, 1890.
- Die Insel Tenerife. Leipzig: Hirzel, 1896.
- Der Kilimandscharo. Berlin: Deutsche Kolonialgesellschaft, 1900.
- In den Hochanden von Ecuador. Berlin: Reimer, 1907.
- Das Deutsche Kolonialreich (2 dln.). Leipzig: Bibliographisches Institut, 1909/10.
- Ergebnisse einer Reise durch das Zwischenseengebiet Ostafrikas 1911. Berlin: Mittler, 1913.
- Die Barundi. Leipzig: Spamer, 1916.
- Niederländisch-Ostindien. Eine länderkundliche Skizze. Berlin: Reimer, 1922.
- Morphologie der Virungavulkane in Ruanda, Ostafrika. Leipzig: Hirzel, 1927.